# アルキメデスの原理
アルキメデスの原理（アルキメデスのげんり、英語: Archimedes' principle）は、アルキメデスが発見した物理学の法則である。「流体（液体や気体）中の物体は、その物体が押しのけている流体の質量が及ぼす重力と同じ大きさで上向きの浮力を受ける」というものである。
物体が受ける浮力の大きさや向きは、水の中に物体の一部を沈めて静止させた状態で説明することができる。このとき、物体周囲の水は物体との境界面の各部に対し垂直な力を及ぼす。この静水圧を方向まで考えて上記境界面について総和したものが浮力である。アルキメデスの原理は、この浮力が、物体が沈むことによって水を押しのけている領域における水の質量が及ぼす重力と同じ大きさ、向きが上向き（重力の向きと正反対）と述べている。このようになる理由は、物体により水が押しのけられた領域（周囲の水のつくる水面より下に位置する物体の体積）のみをちょうど置換する水が存在すると仮定すれば理解できる。この仮定において、物体の水面下部分を置換している水と周囲の水とを合せてみた水は、平らな一つの水面を持つ静止した水である。ここで、周囲の水が上記境界面に及ぼす水圧は、その水圧を及ぼしている対象物が、上記物体であるか、上記仮定のように置換された水であるかの区別なく、対応する境界面の各位置でまったく同一である。このため、水圧を及ぼす対象が上記物体である場合における境界面各位置における水圧は、上記仮定で物体の水面下部分が置換された水だった場合に境界面各位置が受ける水圧に等しい。上記仮定では、物体の水面下部分を置換している水は周囲の水に支えられて同一の水面となっているから、物体に対する浮力（水圧の総和）も、押しのけている分だけの水の質量による重力に見合った（釣り合う）だけの値と向きとなる。
アルキメデスの原理やこの議論は、いずれも、物体の全体を水に沈める場合にも当てはまり、やはり、物体周囲の水は、物体が押しのけた水の質量見合い分の浮力を当該物体に上向きに作用させることとなる。
なお、物体が軽い（水よりも、平均密度が小さい）場合、物体の質量と押しのけられた水の質量が同じになった位置で物体は沈むのを止める（浮く）。物体の質量分の浮力が得られていれば浮力と質量による重力とが釣り合い、それ以上物体は沈まなくなるのである。逆に物体が重い（水よりも、平均密度が大きい）場合、水中に物体が没する。
上述した関係は次の数式で表現することができる。
{\displaystyle F=-\rho \ Vg}　
F : 浮力[N], ρ: 水の密度[kg/m3], V : 物体の水没している部分の体積[m3], g : 重力加速度[m/s2]
ここでの浮力の大きさは、水中にある物体の密度には関係しない。水よりも物体の平均密度が小さい場合には、物体はその一部を水面より上に突出させた位置となって、重力と浮力はつりあう。すなわち、
{\displaystyle \rho \ Vg=mg}　　m : 物体の質量[kg]
が成り立つ。この式より、水の密度 ρ が既知であれば、水没している部分の体積V を測定することで物体の質量mを、 ρ、V によって算出することができる。
なお、上述した説明や法則では、流体の性質が密度（のみ）を通じて反映されており、流体の種類（液体か気体かなど）は問われない。物体の形状や材質にも無関係である。たとえば熱気球は、加熱することで密度を低くした空気が、密度が高いままの周囲大気に対して示す浮力を利用する。水に浮く物体（船など）では、密度の高い塩水の場合には、真水の場合に比べ、体積あたりの浮力が大きくなり、水面下の体積が変化する（水に浮く物体での浮力は物体の質量が及ぼす重力に釣り合うため、物体全体への浮力自体はいずれも質量による重力と一致したままである）。
氷が解けると水面は上昇するか？
水に氷が浮いていてその氷が解けていく場合、解けた氷の質量を Δm とすると、水の体積は ΔV水 = Δm/ρ水 だけ増加する。一方、氷の水没している部分の体積の減少量を ΔV氷 とすると、上の式から、
ρ水ΔV氷 g = Δmg
となるため、氷の水没体積は ΔV氷 = Δm/ρ水 だけ減少する。よって、水の体積増加分 ΔV水 と氷の水没体積減少分 ΔV氷 が等しくなり、氷が解けても水位は変化しない。

## 法則の発見
この法則の発見についての故事が残っている。

アルキメデスの原理

当時、ギリシア人の植民都市であったシラクサの僭主ヒエロン2世が金細工師に金（きん）を渡し、純金の王冠を作らせた。ところが、金細工師は金に混ぜ物をして王から預かった金の一部を盗んだ、という噂が広まった。そこで、ヒエロンはアルキメデスに、王冠を壊さずに混ぜ物がしてあるかどうか調べるように命じた。アルキメデスは困り果てたが、ある日風呂に入ったところ、水が湯船からあふれるのを見て、その瞬間アルキメデスの原理のヒントを発見したと言われる。
この時、浴場から飛び出たアルキメデスは「ヘウレーカ（希: ΕΥΡΗΚΑ）、Eureka、ヘウレーカ」（分かったぞ）と叫びながら裸で走っていったという。
アルキメデスは、王冠と同じ質量の金塊を用意し、これと王冠を天秤棒に吊るしてバランスが取れることを確認した後に、天秤棒に吊るしたまま両方とも水を張った容器に入れた。空気中では天秤棒は、てこの原理によりバランスが保たれている。てこの原理は水中でも変わらないので、もし金塊の体積と王冠の体積が同じであれば、つまり金塊の密度と王冠の密度が同じであれば、両方を水中に沈めても、天秤棒のバランスは保たれるはずである。
しかし、実際には水中でのバランスが崩れたために、王冠と金塊の密度が違うということが判明し、金細工師の不正が明らかになった。これがアルキメデスの発見した浮力の原理である。金細工師の名は伝えられていないが、その後、死刑になったと伝えられる。
アルキメデスとその後の学者たちは、この法則が自然科学的な法則であるとは気付かず、数学的な原理であると考えた。
アルキメデスが発見した原理は浮力の原理だが、王冠のエピソードによって、物質による密度の違いを説明する際に引き合いに出される場合がある。
欧州の学校では、アルキメデスの原理により、物体の体積を量る実験を行う時にEureka can（displacement can、ユリーカ缶）という側面上部に斜め下向きの排水管が1つ付いた器具をよく使用する。排水管の位置以上に水を入れて流れ出るのを待ってから、排水管の下にメスシリンダーを設置して、排水量を測定する。